# 副島太郎
副島 太郎（そえじま たろう、1897年（明治30年）4月20日 - 1942年（昭和17年）5月21日）は、大日本帝国陸軍軍人。最終階級は陸軍少将（没後特進）。

## 経歴
佐賀県出身。1918年（大正7年）5月、陸軍士官学校第30期卒業。同年12月に陸軍歩兵少尉に任官。のち東京帝国大学政治科を卒業する。1923年（大正12年）陸軍大学校に入学し、1926年（大正15年）同校第38期卒業。
1937年（昭和12年）11月に参謀本部庶務課高級課員、1938年（昭和13年）7月に北支那方面軍第3課長を経て、1939年（昭和14年）3月に陸軍歩兵大佐に進む。この間支那事変に出動した。ついで、同年8月に歩兵第90連隊長に補され、1942年（昭和17年）5月21日、錦州で戦死。陸軍少将に没後特進した。